# Strada provinciale 67 Marano-Canevaccia
La strada provinciale 67 Marano-Canevaccia è una strada provinciale italiana della città metropolitana di Bologna.

## Percorso
Da Marano sul Reno, frazione di Gaggio Montano, si inerpica ripida sul fianco sinistro della valle del torrente Marano e giunge a Santa Maria Villiana e a Pietracolora, dove tocca gli 800 m s.l.m. Da lì segue il corso del torrente Aneva fino a Canevaccia, luogo d'incontro con la ex SS 623. Passa contestualmente nel comune di Castel d'Aiano per poi continuare, dopo il confine modenese, con il nome di SP 27 "della Docciola".